# Pachydactylus tsodiloensis
Pachydactylus tsodiloensis — вид геконоподібних ящірок родини геконових (Gekkonidae). Ендемік Ботсвани.

## Поширення і екологія
Pachydactylus tsodiloensis є ендеміками пагорбів Цоділо, розташованих на північному заході Ботсвани. Вони живуть серед кварцитових, доломітових і вапнякових скель, оточених саваною. Зустрічаються на висоті від 1900 до 1350 м над рівнем моря. Ведуть нічний спосіб життя, відкладають яйця.